# Lukács János (ügyvéd)
Lukács János (1818 – Borostyánkő, 1861. október 18.) ügyvéd és gyorsíró.

## Élete
1842-ben mint királyi táblai hitesjegyző működött. Minthogy azonban ez időben könnyebben elsajátítható rendszer nem volt elterjedve, a Gabelsberger- és a Novák-féle gyorsírási rendszereket vette vizsgálat alá és sikerült neki e két rendszerből oly írásmódot megállapítania, mellyel a gyakorlati nehézségeket leküzdte. Ennek eredményeként az 1843-1844. évi országgyűlésen mint nyilvános gyorsíró működött, még pedig oly sikerrel, hogy a követi kar néhány tagja (köztük Szentkirályi Móric) kiváló kitüntetésben is részesítette. Az országgyűlés befejeztével Zala és Vas vármegyében, majd Győrött és Komáromban foglalkozott a gyorsírás tanításával. Részt vett az 1847-es erdélyi, az 1847-48-as pozsonyi és az 1848-as pesti országgyűléseken, oly sikerrel, hogy a lapoknak részletes tudósitásait ez időben nagyrészben neki köszönhetjük. A világosi gyásznapok után Angliába készült kimenni gyorsírónak és Szigligeten báró Puteani házánál vonta meg magát; de pénzéből kifogyván, időközben nevelősködni kezdett, mígnem 1852-ben ügyvédi irodát nyitott Szombathelyt (Vas megye). Habár több uradalom rendes ügyésze volt és főleg a bűnügyekben tevékenyen működött, a jövedelmező ügyvédi pályával felhagyott és Pestre ment gyorsírónak. 1861. október 18-án reggeli fél 11-kor Borostyánkőn (Vas megye), ahol barátjával Horváth Boldizsárral találkozást rendezett, agyvérömlés következtében hirtelen meghalt 43. évében. 1861. október 20-án helyezték örök nyugalomra a szombathelyi városi sírkertben.
Gyorsírási rendszerén folyton javítgatott, anélkül, hogy közreadhatta volna.